# Calaveras
Calaveras är en ort i Mexiko.   Den ligger i kommunen Uruachi och delstaten Chihuahua, i den nordvästra delen av landet, 1 300 km nordväst om huvudstaden Mexico City. Calaveras ligger 2 277 meter över havet och antalet invånare är 285.
Terrängen runt Calaveras är kuperad, och sluttar söderut. Runt Calaveras är det mycket glesbefolkat, med 4 invånare per kvadratkilometer. Calaveras är det största samhället i trakten. I omgivningarna runt Calaveras växer huvudsakligen savannskog.